# Chlorierung (Metallurgie)
Chlorierung, auch Chlorieren, ist ein Begriff aus der Metallurgie der Nichteisenmetalle. Mittels Zuführung von Chlorgas oder thermisch  chlorfreisetzenden organischen Verbindungen wie Hexachlorethan können unerwünschte Elemente, wie etwa Calcium oder Natrium, vorzugsweise aus Schmelzen von Aluminium- oder Kupferlegierungen entfernt werden, indem sie in ihre Chloride überführt werden, die entweder flüchtig sind oder in die Schlacke eingehen.
Beim Schmelzen und Vergießen von Aluminium und seinen Legierungen zeigt sich, dass die Herstellung qualitativ hochwertiger Gussteile wegen der Neigung der Aluminiumschmelzen zu Oxidation und Wasserstoffaufnahme schwierig ist. Die Wasserstofflöslichkeit in der Schmelze ist 15-fach höher als im Festzustand, es kommt daher bei der Erstarrung der Schmelze zur Ausscheidung unter Blasenbildung im Gussstück. Eine Spülung der Schmelzen mit einem geeigneten Spülgas senkt den Wasserstoffgehalt. Chlorgas wurde 1926 von David Ronald Tullis vorgeschlagen und bald wurden auch Mischungen von Chlor und einem inerten Gas als Spülgas entwickelt. Chlor reagiert mit Aluminium zu Aluminiumchlorid und weil dieses bei ca. 180 °C unter Aufwallung die Schmelze verlässt, eignet es sich als Spülmittel/Entgasungsmittel (siehe auch Schmelzebehandlung). Heute wird üblicherweise ein inertes Spülgas z. B. Stickstoff oder Argon für Aluminiumschmelzen verwendet, dem in einigen Fällen auch Schwefelhexafluorid oder Chlor in geringen Konzentrationen (< 2,5 %) beigemischt wird.